# TNA World Heavyweight Championship
TNA World Heavyweight Championship er en VM-titel inden for wrestling i Total Nonstop Action Wrestling (TNA). Titlen har eksisteret siden d. 14. maj 2007, hvor Kurt Angle blev den første TNA-verdensmester. TNA's VM-titel er den ene af fire aktive VM-titler inden for wrestling (de andre er WWE Championship og WWE World Heavyweight Championship i World Wrestling Entertainment og ROH World Championship i Ring of Honor).
Før TNA World Heavyweight Championship blev etableret, havde TNA rådighed over den prestigefyldte NWA World Heavyweight Championship, der har eksisteret siden 1948. Det skyldtes et samarbejde, der eksisterede mellem TNA og National Wrestling Alliance (NWA), som TNA var medlem af fra 2002 til 2004. Samarbejdet mellem de to organisationer stoppede i 2007, og NWA holdt med det samme op med at anerkende verdensmesteren i TNA som NWA's verdensmester. Straks efter oprettede TNA derfor sin egen VM-titel, TNA World Heavyweight Championship, men anerkender samtidig NWA-verdensmestre i perioden fra 2002 til 2007 som tidligere TNA-verdensmestre, fordi de i praksis også var verdensmestre i TNA. 

## Historie
Total Nonstop Action Wrestling blev grundlagt i maj 2002. Senere samme år fik TNA lov til at bruge den prestigefyldte VM-titel, NWA World Heavyweight Championship, samt NWA World Tag Team Championship af National Wrestling Alliance (NWA). I samme proces blev TNA medlem af NWA under navnet NWA-TNA. NWA's prestigefyldte VM-titel har historisk set været forløber til flere af de store VM-titler inden for wrestling, heriblandt WWE Championship og WCW World Heavyweight Championship. I juni 2002 afholdt NWA-TNA det første show: et ugentligt pay-per-view-show, hvor den første NWA's verdensmester i TNA-æraen skulle findes. Ken Shamrock vandt NWA-titlen og blev således den første verdensmester i TNA.  

### Etablering
I TNA blev kunne man vinde NWA World Heavyweight Championship og NWA World Tag Team Championship indtil om morgenen d. 13. maj 2007. Den dag afsluttede NWA samarbejdet med TNA, der havde fået lov til at bruge titlerne til at promovere sig selv. De regerende NWA-verdensmestre blev frataget deres titler. NWA nægtede at anerkende TNA's verdensmestre længere, fordi den regerende verdensmester Christian Cage ikke ville forsvare VM-titlen i NWA's andre medlemmers wrestlingorganisationer. TNA havde dog ikke været medlem af NWA siden 2004. Om aftenen d. 13. maj 2007 var Christian Cage programsat til at forsvare VM-titlen mod Kurt Angle og Sting ved TNA's Sacrifice. Kurt Angle vandt kampen og dermed VM-titlen, og aftenen efter udnævnte han sig selv om den nye verdensmester i TNA. Herfra begyndte TNA at kalde titlen TNA World Heavyweight Championship og forklarede på Impact!, at organisationen havde brug for sin egen VM-titel for at blive ekponeret bedre verden over. 
I praksis anerkender TNA stadig tidligere NWA-verdensmestre (fra 2002 til 2007) som tidligere TNA-verdensmestre. Eksempelvis anerkender TNA Kurt Angle som en firdobbelt TNA-verdensmester, selv om han har vundet TNA World Heavyweight Championship tre gange og NWA World Heavyweight Championship én gang. 